# Lioglyphostoma rectilabrum
Lioglyphostoma rectilabrum é uma espécie de gastrópode do gênero Lioglyphostoma, pertencente a família Pseudomelatomidae.